# Bundesautobahn 35
Pour les articles homonymes, voir A35.
La Bundesautobahn 35 était un projet de Bundesautobahn dans les Länder de Basse-Saxe et de Rhénanie-du-Nord-Westphalie.